# Jutta Semler (Medizinerin)
Jutta Semler (* 17. August 1941 in Berlin; † 1. Juli 2016 ebenda) war eine deutsche Ärztin. Ihre Fachgebiete waren Endokrinologie, Diabetologie, Immunologie, Rheumatologie, Stoffwechselerkrankungen und Osteologie.

## Leben
Von 1969 bis 1978 arbeitete sie als Wissenschaftliche Assistentin am Klinikum Charlottenburg der FU Berlin. Danach war sie als Oberärztin im Rudolf-Virchow-Krankenhaus tätig und führte 1980 die Knochendichtemessung (Osteodensitometrie) mittels Doppelenergie-Photonen-Absorptionsmethode (DPA) in Deutschland ein. Sie erwarb sich nationales und internationales Renommee als Kapazität auf dem Gebiet der Osteoporoseerkennung und -behandlung.
Zwischen 1992 und 2007 leitete sie als Chefärztin die Abteilung für Stoffwechselerkrankungen und Osteologie am Berliner Immanuel-Krankenhaus, wo sie auch nach Pensionierung noch in Privatpraxis tätig war.
Als Gründungsmitglied und Vizepräsidentin der Women’s Health Coalition e. V. setzte sie sich als eine der ersten in Deutschland für eine geschlechtsspezifische Medizin und Gesundheitspolitik ein (Gender-Mainstreaming). In diesem Sinne wirkte sie auch als medizinische Direktorin des Immanuel Women’s Health Center.
Semler war Vorsitzende des Kuratoriums Knochengesundheit e. V. und Vorstandsvorsitzende der Urania Berlin e. V. Für die langjährigen Verdienste in diesem gemeinnützigen Verein wurde ihr vom Regierenden Bürgermeister von Berlin, Klaus Wowereit, im Jahre 2005 das Bundesverdienstkreuz 1. Klasse verliehen.
Jutta Semler lebte in Berlin.